# Slaget vid Lutos
Slaget vid Lutos ägde rum år 794 när emiren av Cordoba, Hisham I, genomförde en militär räd mot Kungariket Asturien under bröderna Abd al-Karim ibn Abd al-Walid ibn Mugaith och Abd al-Malik ibn Abd al-Walid ibn Mugaiths kommando.